# Strażnica Straży Granicznej w Łaszczowie
Strażnica Straży Granicznej w Łaszczowie – zlikwidowana graniczna jednostka organizacyjna Straży Granicznej realizująca zadania bezpośrednio w ochronie granicy państwowej z Ukrainą.

## Formowanie i zmiany organizacyjne
Strażnica Straży Granicznej w Łaszczowie (Strażnica SG w Łaszczowie) została utworzona 5 maja 1994  w miejscowości Łaszczów, na mocy zarządzenia Komendanta Głównego Straży Granicznej nr 052 z 28 grudnia 1993, w strukturach Nadbużańskiego Oddziału Straży Granicznej w Chełmie, w celu uszczelnienia granicy państwowej.
W 2002, strażnica miała status strażnicy SG I kategorii.
Jako Strażnica Straży Granicznej w Łaszczowie funkcjonowała do 23 sierpnia 2005 i 24 sierpnia 2005, Ustawą z 22 kwietnia 2005 roku O zmianie ustawy o Straży Granicznej..., została przekształcona na Placówkę Straży Granicznej w Łaszczowie (PSG w Łaszczowie) w strukturach Nadbużańskiego Oddziału Straży Granicznej.

## Ochrona Granicy
Stan z 5 maja 1994
Strażnica SG w Łaszczowie ochraniała odcinek granicy państwowej:
- Włącznie od znaku granicznego nr 786, wyłącznie do znaku granicznego nr 716[1].

## Sąsiednie graniczne jednostki organizacyjne
- Strażnica SG w Dołhobyczowie ⇔ Strażnica SG w Lubyczy Królewskiej – 05.05.1994
- Strażnica SG w Dołhobyczowie ⇔ GPK SG w Hrebennem – 02.01.2003[b]
- Strażnica SG w Chłopiatynie ⇔ GPK SG w Hrebennem – 28.05.2004[5].